# Horaga sardonyx
Horaga sardonyx är en fjärilsart som beskrevs av Hans Fruhstorfer 1914. Horaga sardonyx ingår i släktet Horaga och familjen juvelvingar. Inga underarter finns listade i Catalogue of Life.